# Argenton-sur-Creuse
Argenton-sur-Creuse é uma comuna francesa na região administrativa do Centro, no departamento Indre. Estende-se por uma área de 29,34 km². Em 2010 a comuna tinha 5 115 habitantes (densidade: 174,3 hab./km²).
Era conhecida como Argentômago (em latim: Argentomagus) durante o período romano.